# Павлов, Александр Викторович
Александр Викторович Павлов (род. 4 февраля 1954, Игнатьево, Московская область) — советский и российский хоккеист, нападающий. Мастер спорта СССР.

## Биография
Начал заниматься хоккеем в Игнатьево, первые тренеры — В. В. Линёвцев, Е. В. Михайлов. В составе воскресенского «Химика» — серебряный призёр юношеского чемпионата СССР (1971), бронзовый призёр молодёжного чемпионата СССР (1972). Армейскую службу проходил в молодёжном составе ЦСКА (1972—1973), в СКА МВО Калинин (1973—1974). Играл за команды «Кристалл» Электросталь (1974/75), «Авангард» / «Металлист» Петропавловск (1975/76 — 1976/77), «Химик» Воскресенск (1977/78 — 1979/80), «Станкостроитель» / «Вятич» Рязань (1981/82 — 1985/86, 1988/89, 1990/91), «Таллэкс» (1986/87 — 1987/88), «Россия» Краснокамск (1989/90), «Славия» София (Болгария, 1990/91), «Корд» Щёкино (1991/92), «Нефтехимик» Нижнекамск (1992/93), «Луч» Сергиев Посад (1993), «Амурсталь» Комсомольск-на-Амуре (1993/94).
Работал в ЛИИ имени Громова.